# Feltham
Feltham (/ˈfɛltəm/) est une ville du borough londonien de Hounslow, à l'ouest du comté cérémonial de Londres, dans la région de Londres (Angleterre, Royaume-Uni).

## Géographie
| \| Localisation sur la carte du Grand Londres · Feltham \| Localisation sur la carte du Grand Londres Feltham. |
| Localisation sur la carte du Grand Londres · Feltham                                                           |

### Situation
Feltham est située à environ 21 km à l'ouest-sud-ouest du centre de Londres, à Charing Cross, et à 3,2 km de l'aéroport d'Heathrow Central.  Sur l'Ordnance Survey National Grid, sa référence est TQ105735. Les villes voisines sont Hounslow, Ashford, East Bedfont, Cranford et Hanworth.

### Météorologie
| Mois                              | jan. | fév. | mars | avril | mai | juin | jui. | août | sep. | oct. | nov. | déc. |
| --------------------------------- | ---- | ---- | ---- | ----- | --- | ---- | ---- | ---- | ---- | ---- | ---- | ---- |
| Température minimale moyenne (°C) |      |      | 3    | 5     | 8   | 11   | 12   | 13   |      |      |      |      |
| Température maximale moyenne (°C) |      |      | 10   | 13    | 16  | 19   | 21   | 22   |      |      |      |      |

## Société
Feltham est connue pour l'importance des modes yob et chav dans la population.

### Criminalité

#### Taux de criminalité
Le taux de criminalité augmente durant la première décennie du XXIe siècle, essentiellement à cause d'un taux élevé de vols et d'agressions. De nombreux gangs de jeunes sont actifs à Feltham, notamment, le Black Gang de Peckham et l'A. F. R. de Hounslow. On note une criminalité liée au trafic de drogue, ainsi que de fréquentes fusillades.

#### Prison de Feltham
Feltham abrite l'établissement des jeunes délinquants de Feltham, situé près des limites de la ville avec Ashford et le village voisin d'East Bedfont. Une campagne est menée dans le but d'obtenir un changement de dénomination, qui dissocierait la ville de l'image de la prison. L'institution a fait l'objet de plusieurs accusations de racisme parmi les gardiens.
L'établissement compte 762 places, en chambres simples ou doubles. Il accueille des délinquants âgés de 15 à 21 ans. Il comporte deux bâtiments.
Le bâtiment Feltham A reçoit les détenus mineurs dans sept blocs de 30 places chacun, 28 en chambre individuelle et deux en chambre double. Il comporte une unité d'acclimatation (Bittern). L'unité Heron, à régime strict, héberge les détenus, originaires des districts de Newham, Hackney, Lewisham, Lambeth, Croydon et Southwark, qui font l'objet d'un Ordre de détention et de formation (DTO). Elle comporte 30 places. Elle est financée par le ministère de la justice, le bureau de la justice des mineurs, l'agence de développement de Londres et le service de la police métropolitaine.
Le bâtiment Feltham B est destiné aux jeunes adultes de 18 à 21 ans et comporte six blocs, munis de chambres simples et doubles. Il possède deux unités d'acclimatation (Kingfisher et Mallard) et un bloc à régime strict de 16 places (Wren), réservé aux toxicomanes. L'unité Lapwing accueille les malades mentaux et comporte 15 lits. Elle est administrée par la fondation pour la santé mentale de Londres-ouest.
Les équipements sportifs comportent une salle de musculation, un mur d'escalade intérieur, un terrain de rugby, un terrain de cricket et deux terrains de football. La prison possède des équipes de basket-ball, de rugby, de cricket et de football.
La bibliothèque, située à Feltham B, dispose de 14 ordinateurs et reçoit des magazines en six langues. Les détenus peuvent faire appel à des prêtres anglicans, baptistes, catholiques, presbytériens et musulmans. La prison possède une chapelle anglicane, une chapelle catholique romaine et une mosquée. La salle des visites comporte 37 tables.
Le 9 août 2011, vingt détenus se mutinent et refusent de quitter le gymnase.

### Religion
Le 24 juin 1868, le père Ignace fonde un couvent bénédictin anglican dans la paroisse. Le prieuré de Feltham, ou couvent de Feltham, est consacré à sainte Marie et sainte Scholastique (sœur jumelle de saint Benoît). En 1988, après cinq ans de tractations, les religieuses sont transférées à l'abbaye du Parc Curzon, à Chester.

## Personnalités liées à la commune

### Personnalités originaires de la commune
- Vic Briggs, guitariste du groupe de musique pop des années 1960 The Animals. Il a, par la suite, passé son enfance à Twickenham.
- Edmund Goulding, réalisateur et scénariste américain, (mort à Los Angeles, États-Unis, le 24 décembre 1959) est né à Feltham, le 20 mars 1891.
- Buster Lloyd-Jones (1914-1980), vétérinaire.
- Doreen Pendlebury 1940 responsable de clinique en Espagne

### Personnalités ayant vécu dans la commune
- Dr Thomas Denman (1733-1815), pionnier de l'obstétrique.
- Derek Martin, acteur, connu pour son rôle de Charlie Slater dans la série télévisée EastEnders, de la BBC.
- Brian May, guitariste du groupe de rock Queen.
- Freddie Mercury (1946-1991), né Farokh Bulsara, à Zanzibar, du groupe de rock Queen, a vécu à Feltham, de 1964 à 1968. Ses parents ont continué à résider à Feltham jusque vers la fin des années 1980. Une étoile permanente de granit, de style hollywoodien, est inaugurée, sur la place du centre-ville de Feltham, le 24 novembre 2009, pour le dix-huitième anniversaire de la mort de Mercury, par le guitariste de Queen, Brian May, aux côtés de la mère de Freddie, Jer Bulsara, et sa sœur. En 2011, en raison du manque d'entretien et des « dommages dus aux intempéries », le Conseil de Hounslow supprime le mémorial, en promettant de le remplacer, ailleurs, par un plus petit.

## Administration

### Découpage
Il convient de noter, que si, à des fins administratives, la zone appartient maintenant à la zone administrée par l'Authorité du Grand Londres, en collaboration avec l'Assemblée de Londres et le maire de Londres, le comté géographique du Middlesex n'a jamais été aboli et de nombreux résidents de Feltham continuent d'identifier leur comté d'origine comme « Middlesex ». Deux quartiers administratifs locaux, Feltham Nord et Feltham Ouest, sont entièrement compris dans Feltham, bien que les autochtones considèrent souvent que des parties des quartiers de Hanworth Park et Bedfont en font aussi partie.

### Services

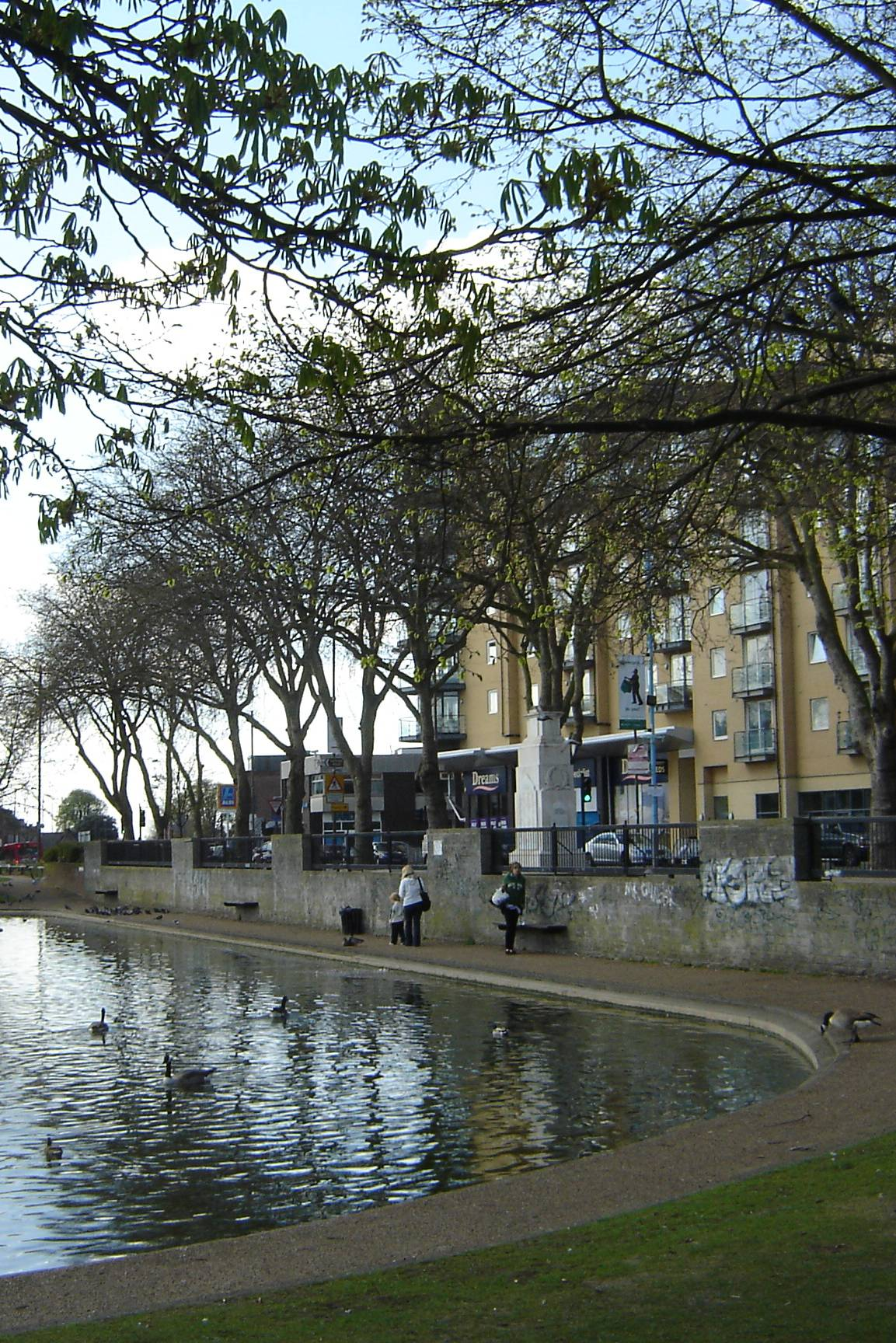
Pièce d'eau.

Feltham fait partie du district postal de FELTHAM. Les services de pompiers et d'ambulance sont ceux de Londres.

### Politique
Feltham appartient à la circonscription de Londres pour les élections au Parlement européen, à celle de Feltham et Heston pour celles au parlement britannique, et à celle du sud-ouest, pour les élections à l'Assemblée de Londres.
De 1992 à 2001, Feltham est représentée au parlement britannique par le travailliste Allan Keen. Après sa mort, c'est la travailliste Seema Malhotra qui remporte l'élection partielle.

## Histoire
Feltham est une ancienne paroisse  de la centaine de Spelthorne, dans le Middlesex. En 1784, le général William Roy traverse la lande de Hounslow, en passant par Feltham, et pose les bases de ce qui allait devenir l'Ordnance Survey. Le général Roy est commémoré par un pub local. Le Centre de défense géographique MOD a encore une base à Feltham.
En 1831, Feltham occupe une superficie de 10,6 km2 et a une population de 924 habitants. De 1894 à 1904, la paroisse de Feltham fait partie du district rural de Staines. En 1901, la paroisse a une population de 4 534 habitants. En 1904, le district rural est scindé et le district urbain de Feltham est créé. La principale activité économique de la zone de Feltham est le maraîchage, jusque tardivement durant le XXe siècle. Une variété populaire de pois, connue sous le nom de Feltham First, est ainsi nommée pour avoir d'abord été cultivée dans la ville. Les jardins maraîchers sont, ensuite, largement remplacés par l'industrie légère et l'extraction de gravier et de granulats. De nouveaux logements sont construits à partir des années 1930.
En 1932, les paroisses de Hanworth et d'East Bedfont sont transférées du district de Staines au district urbain de Feltham. Le conseil du district urbain de Feltham est dissous en 1965, en même temps que le Conseil du comté de Middlesex. La loi sur l'administration de Londres, qui a adopté les modifications apportées au Middlesex (ainsi qu'à des parties du Hertfordshire et de l'Essex) forme, en 1965, le Grand Londres, composé de 32 districts. Feltham, avec Bedfont et Hanworth, appartient à la « zone Ouest » du borough londonien de Hounslow. 

## Démographie

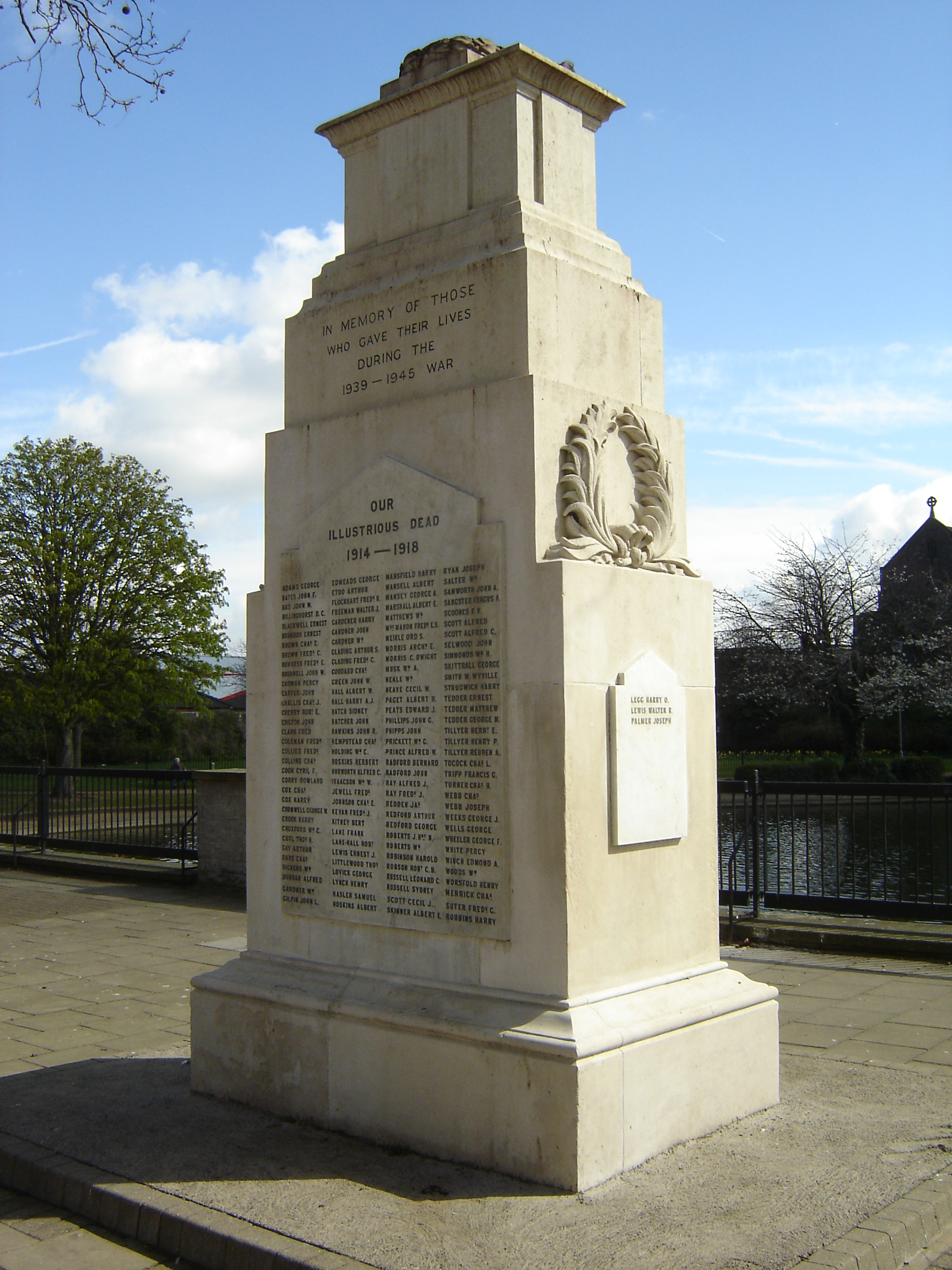
Monument aux morts.

| 1831 | 1901  |
| ---- | ----- |
| 924  | 4 534 |

## Urbanisme

### Équipements publics
Les équipements publics comprennent la Salle de l'Assemblée de Feltham, ouverte en 1965 au Parc de Feltham, des salles communautaires dans la nouvelle bibliothèque, ainsi que plusieurs associations de résidents et clubs. Depuis le retrait controversé, en 2008, de l'Association communautaire de Feltham du Centre populaire de Feltham (ancien Hôtel Feltham), la ville n'a plus de centre communautaire.

### Sites et monuments
Feltham est encore l'un des quartiers les plus verts du Grand Londres, et il comprend trois rivières, qui faisaient autrefois partie de la vaste lande de Hounslow, un parc paysager, créé sur des gravières reconverties (lacs de Bedfont), et l'un des premiers aérodromes de Londres, le Parc aérien de Londres, à Hanworth, qui est maintenant un grand espace ouvert au public.

### Réhabilitation
Au sein de Hounslow, le réaménagement de la ville est une priorité. Le Centre, Feltham (également appelé « Centre Longford » par les promoteurs  et quelques commerçants) ouvre en 2006. Il s'agit d'un aménagement à usage mixte, comportant un hôtel, 800 logements, plus de 60 magasins, une bibliothèque et un centre médical. Le « point focal » commercial du Centre est un hypermarché Asda, mais il y a aussi un petit supermarché Tesco, plus loin sur la Rue Haute, qui ne fait pas partie du Centre.

## Environnement
Le stade de football de Feltham, d'après une décision du conseil municipal de 2007, ne devait pas dépasser 1,8 m de hauteur. Après construction, sa hauteur est supérieure de 15 cm à ce qui avait été prévu. Les résidents de habitations voisines protestent contre cet état de fait, qui met en péril l'intimité de leurs logements.

## Éducation

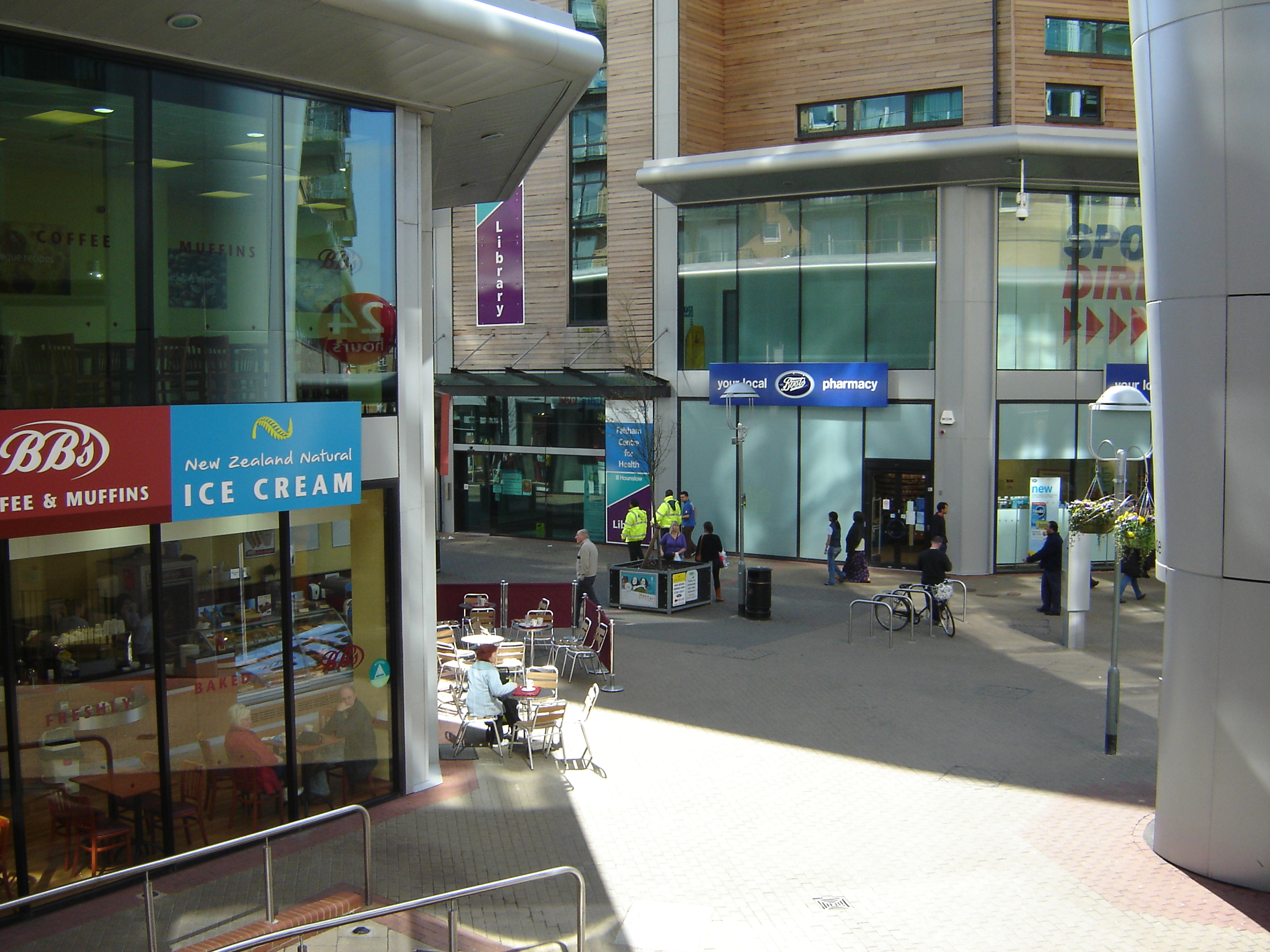
Le Centre, Feltham.

Le lycée communautaire de Feltham, à l'origine connu sous le nom de Feltham Comprehensive School, et formé de deux écoles secondaires modernes et d'une grammar school, et l'académie Rivers de Londres-ouest (appelée école de Longford ou école communautaire de Longford, de sa fondation, en 1935, au 31 juillet 2011) sont les deux principaux établissements scolaires de Feltham.

## Loisirs
Le Centre de loisirs et la bibliothèque du Parc aérien de Hanworth sont exploités par Loisirs Fusion, par délégation du Conseil de Hounslow. Leisure West, une société privée, gère un complexe de loisirs et de restauration, comprenant un cinéma multiplexe, un bowling, un club de bingo et des restaurants, ouvert, dans le milieu des années 1990, sur les anciens sites industriels autour de Browell Lane.

## Transports

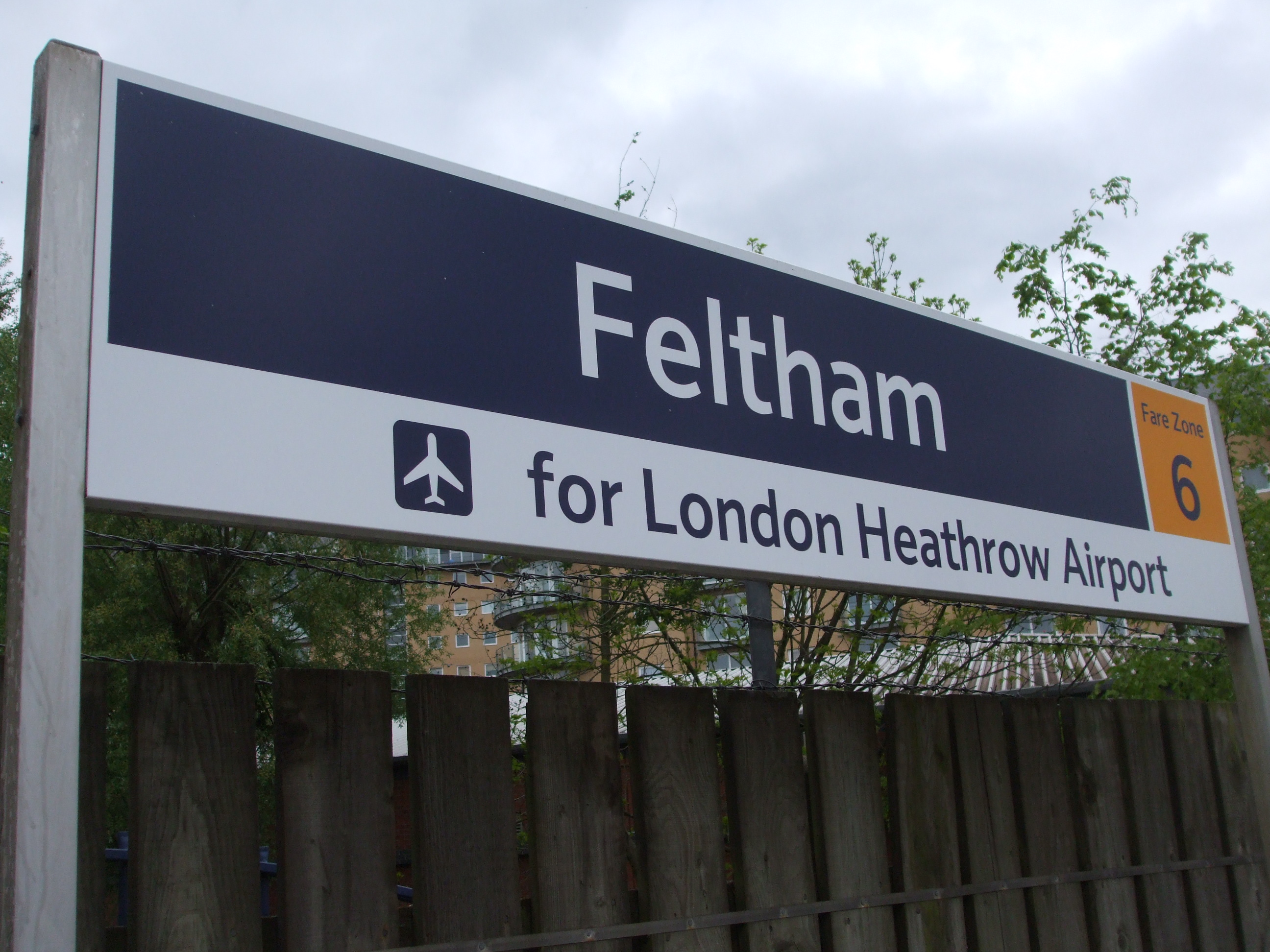
Panneau indicateur de la gare de Feltham.

Feltham a été associée avec le transport terrestre et aérien pendant plus d'un siècle. Le tramway de Feltham était, autrefois, fabriqué dans ce qui est maintenant le complexe de Leisure West. Il a parcouru les voies de nombreux opérateurs municipaux, mais jamais celles de Feltham même. Dans la même zone de la ville, la construction aéronautique est une industrie importante, en particulier pendant les années de guerre. L'aéroport le plus proche, celui d'Heathrow, est à 10 min de Feltham.
Feltham possède la seconde gare ferroviaire de triage de Grande-Bretagne, ce qui en fait, à plusieurs reprises, une cible pour les bombes des forces aériennes allemandes, au cours de la Seconde Guerre mondiale. La gare ferroviaire de Feltham est reliée à Waterloo (45 min de trajet, Windsor et Eton Riverside (25 min de trajet) et Reading.
Feltham est desservie par la station de métro voisine de Hatton Cross, sur la branche de Heathrow de la ligne de Piccadilly. Les lignes de bus 90, 285, 490, H26 et H25, au départ de la station de métro, desservent, avec des fréquences élevées, les différents quartiers de la ville. Les bus londoniens assurent des liaisons avec Kingston upon Thames, Richmond, Hounslow, Brentford, Heathrow et Staines.
Entre 2007 et 2012, 35 accidents de la route impliquant des cyclistes ont été enregistrés à Feltham.

## Économie
Feltham abrite le siège social de Menzies Aviation,.

## Culture

### Musique
Le groupe Hard-Fi consacre une chanson, Feltham is singing out, à la ville de Feltham, dans son album, Stars of CCTV. Dans les années 1980, le club de football de Feltham organise des concerts de musique punk.

### Cinéma
La ville possède un cinéma, le Feltham Cineworld, à Leisure West, disposant de quatorze salles.

## Tourisme
Feltham possède trois hôtels, le St. Giles Heathrow Hôtel (trois étoiles), l'Ambassador Heathrow Hôtel et le Travelodge Feltham. Il y a deux guest houses : Heathrow House et Bluebelle Mansion Lodge, et un bed and breakfast : The Pine Lodge.

## Sport
Feltham possède un club de rugby : le Feltham RFC et un club de football : le Feltham Football Club. Le Centre de loisirs et la bibliothèque du Parc aérien de Hanworth possèdent une piscine de 25 m de longueur et des salles de musculation. On peut également y pratiquer le yoga et les arts martiaux (karaté, judo et taekwondo).

### Feltham F. C.
Maillots
Le Feltham Football Club est un club de football semi-professionnel basé à Feltham. Initialement créé en 1946 en tant que Tudor Park FC, le club change son nom en celui de Feltham FC en 1963. En 1981, il gagne la deuxième division de la Isthmian Football League. Il est actuellement (2012) dans première division de la Ligue combinée des comtés. Johnny Haynes y joue dans sa jeunesse.

#### Histoire
Le Feltham Football Club est fondé en 1946, sous le nom de Tudor Park, et joue sous cette dénomination jusqu'à la fin de la saison 1962/1963. C'est alors qu'il adopte le nom de Feltham, lorsqu'il reçoit, de l'Association de football du comté de Middlesex, le statut de senior. Tudor Park joue à Rectory Meadow, à Hanworth, et aussi au Remo Depot, à Feltham, tandis que le Feltham FC joue sur les terrains de Glebelands, avant de revenir à son ancienne site de l'Arène des Sports de Feltham, en 1963. La tribune de l'Arène est inaugurée, en 1966, par l'ancien président du club Edward Pauling JP, maire de Hounslow. En 1990, Feltham fusionne avec la Ligue locale du sud, de Hounslow, et joue sous le nom de District de Feltham et Hounslow, jusqu'à la fin de la saison 1994/1995, où il est alors décidé de revenir au nom de Feltham FC.
Pendant ses trois premières saisons, Tudor Park fait partie de la Ligue de football dominical du Middlesex ouest, mais, en 1949/50, il s'affilie à l'Association de football du comté de Middlesex et joue au football le samedi, sous la juridiction du comté, comme membre de la ligue de Staines et du district, avant d'être élu à la Ligue du Parthénon.
Feltham a sa première expérience de football senior de 1963 à 1964, dans la Ligue senior du Surrey, dans laquelle il rencontre le succès durant cinq saisons. En 1968/1969, le club remplace Petter’s Sports dans la Ligue spartiate. À la fin de la saison 1972/1973, il est promu  en deuxième division de la Ligue athénienne, après avoir terminé troisième.
En 1977, Feltham, avec quinze autres clubs membres de la Ligue athénienne, démissionne, pour rejoindre la deuxième division, nouvellement formée, de l'Isthmian League. C'est là que le club est promu en première division en 1980/1981, après avoir obtenu le maximum de points au tout dernier match de la saison, à Barton Rovers, remportant ainsi le titre de la deuxième division. Durant la saison 1982/1983, Feltham devient la première équipe, hors de la Ligue de football, à jouer ses matches de championnat sur un terrain artificiel.
En 1983/1984, Feltham retombe en division deux sud de la Ligue isthmique, puis en division 3, en 1992, après la restructuration de la Ligue. Le club reste dans cette division jusqu'en 1995, où, en raison de nouvelles règles de la Ligue relatives au classement des terrains, il est forcé de démissionner.
Feltham rejoint la Ligue de football des comtés combinés au début de la saison 1995/1996. Lors de la finale de la Coupe de la Ligue, durant la saison 1996/1997, Feltham bat Godalming et Guildford 5-1. Durant la saison 2002/2003, Feltham remporte la Coupe de bienfaisance senior du Middlesex, après avoir battu Northwood 2-0 en finale. Les Blues remportent un doublé en Coupe, cette saison, en battant Hendon dans la finale de la Super Coupe du Middlesex (The George Ruffell Memorial Trophy).
À la fin de la saison 2005/2006, en dépit de la démission d'autres clubs, Feltham est relégué en division un de la Combined Counties Football League. Il termine la première saison à la 9e place. Les saisons suivantes, le club finit en milieu ou en fin de classement. Déstabilisé par des changements d'entraîneurs, le club finit la saison 2009/2010 en 20e place, évitant de justesse la relégation. En 2010/2011, le club finit à la seizième place.
Lors de la saison 2009/2010, l'équipe de réserve remporte le premier trophée du club en 7 ans, la Coupe Jeff Nardin de la division de réserve. Feltham est contraint d'abandonner l'Arène des sports de Feltham, victime de vandalisme constant. L'équipe passe quelques saisons à partager les terrains de ses voisins, tout d'abord ceux de la ville d'Egham, puis ceux du district de Hampton et Richmond. Feltham partage actuellement (2012), avec la ville de Bedfont, The Orchard, qui accueillait autrefois l'ancien club local de Bedfont.
Wayne Tisson est l'entraîneur lors de la saison 2011/2012. La structure de la division 1 comprend maintenant le Guernesey FC. De ce fait, Feltham joue son premier déplacement « international » depuis nombre d'années. Feltham a reçu, de l'arrondissement londonien de Hounslow, l'autorisation de réaménager l'Arène des sports de Feltham, ce qui devrait permettre, à terme, au club, de disposer de son propre terrain pour ses équipes.

#### Dirigeants (2012)
- Président : Andy Lonsdale
- Vice-président : John Cronk
- Président : Brian Barry
- Secrétaire : Scott Savoy
- Membre honoraire à vie : Jim Tate
- Trésorier/secrétaire de match : Scott Savoy
- Rédacteur des programmes : Martin Mukasa
- Webmasters : Colin Ryder et Rob Healy

#### Records
- Le record d'affluence est celui du match contre Hampton, en coupe senior du Middlesex, lors de la saison 1972/1973, avec 1 938 spectateurs.
- Colin Ryder, avec 427 participations, est le joueur qui a disputé le plus grand nombre de matchs.
- Le meilleur buteur est Paul Clarke, avec 125 buts marqués.
- La plus belle victoire est celle sur l'équipe de Crown & Manor, battue 13-2, lors de la coupe senior de Londres, durant la saison 1986/1987.
- La pire défaite est celle devant Mole Valley SCR, en ligue de football des comtés combinés, durant la saison 2009/2010, sur un score de 0 à 12.

#### Joueurs notables
Johnny Haynes, Bobby Wilson et Rachid Harkouk ont joué en ligue de football (respectivement pour Fulham, Brentford et le comté de Notts). Johnny Haynes et Rachid Harkouk ont joué comme internationaux, respectivement pour l'Angleterre et l'Algérie.